# Iol
|  | Aquest article tracta sobre el vaixell. Si cerqueu la ciutat fenícia, vegeu «Cesarea de Mauritània». |

Un iol és un vaixell relativament petit de dos pals, el més gran (pal mestre) a proa i un pal més petit a popa (pal de mitjana), més enrere que el timó. Totes les veles són de tall. Un iol és com un sloop o un cúter amb un pal de mitjana a popa. El pal de mitjana d'un iol és més petit que el d'un quetx de proporcions similars.

## Orígens
El terme iol deriva de l'anglès "yawl" i aquest del neerlandès "jol". Els iols foren usats com a vaixells de pesca comercial. Un exemple de iol de pesca és el "Salcombe Yawl". L'avantatge d'un vela petita a popa en el control d'un vaixell té una tradició molt llarga. Una vela de mitjana permet equilibrar fàcilment una embarcació. tant amb la vela major hissada del tot, arrissada o arriada del tot. En cas necessari, només amb la vela de mitjana és fàcil mantenir-se aproat al vent o amb un petit angle que permeti aguantar millor les onades per proa. (Alguns pesquers a motor, per exemple els palangrers del Cantàbric, hissen una vela similar a popa per a mantenir-se aproats al vent). Afegir una vela de mitjana a un sloop o un cúter ja construïts i aparellats era aconsellable en alguns casos. La millor opció era un pal de mitjana molt petit, arborat molt a popa. En certs casos en una plataforma afegida. El resultat fou l'aparell de iol.
La maniobra sovint exigeix un botafora per a caçar l'escota de la (petita) vela de mitjana. De manera molt semblant a la vela de mitjana de les barques de mitjana o falutxos.

## Aparells
El iols més antics i alguns de construcció moderna que volen seguir la tradició porten floc o flocs, una cangrea com a major (amb escandalosa) i una vela de mitjana també cangrea. Amb vents portants poden hissar una vela d'estai de mitjana addicional.
Els iols més moderns substitueixen les cangrees per veles bermudianes o marconi.
A més dels iols amb cangrees i iols amb veles Marconi, hi ha iols que hissen altres tipus de veles: al terç, místiques...
Una barca de mitjana va aparellada, tècnicament parlant, de iol. Cal dir que les barques de mitjana existien molt abans que el terme "yawl" fos aplicat als velers.

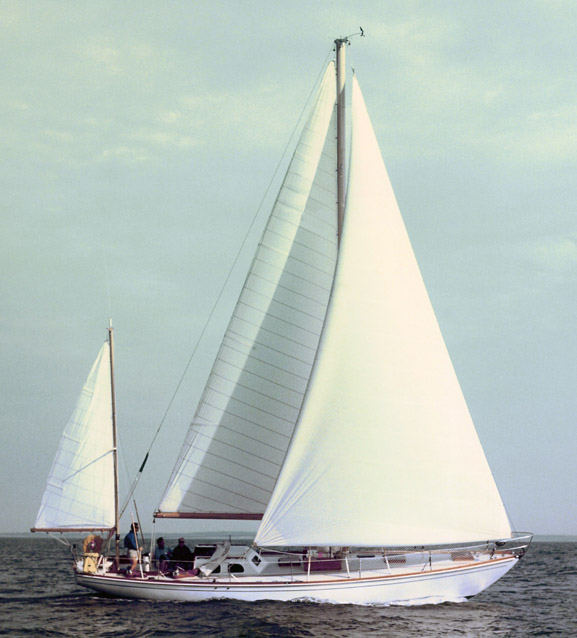
Creuer aparellat de iol amurat a babord.
Esquema de l’aparell de iol.

## Els iols en travessa i regates

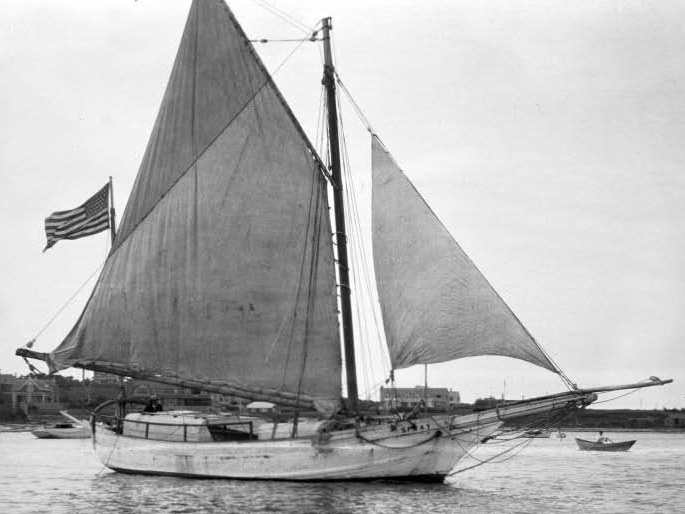
LSpray de Joshua Slocum.

Un exemple molt conegut d'un sloop transformat en iol fou el del "Spray", patronejat pel navegant solitari Joshua Slocum.
Altres navegants en solitari escolliren l'aparell de iol per la possibilitat que dona de mantenir el rumb sense tocar el timó un cop equilibrat el velam. Joshua Slocum relata que en una singladura de 23 dies i 2.300 milles no va haver de tocar el timó. Els perfeccionaments en els timons automàtics han fet que la popularitat dels iols entre els navegants solitaris hagi baixat de forma ostensible. En una època determinada el reglament de regates de creuers no tenia en compte la superfície vèlica de la vela d'estai de mitjana. Això fou aprofitat per alguns iots famosos com el "Finisterre" (disseny d'Olin Stephen).
El iot Rob Roy, avarat el 1867, anava aparellat de iol.
El iol Lively Lady hissava vela d'estai però prescindia de la vela de mitjana i de la botavara de mitjana.

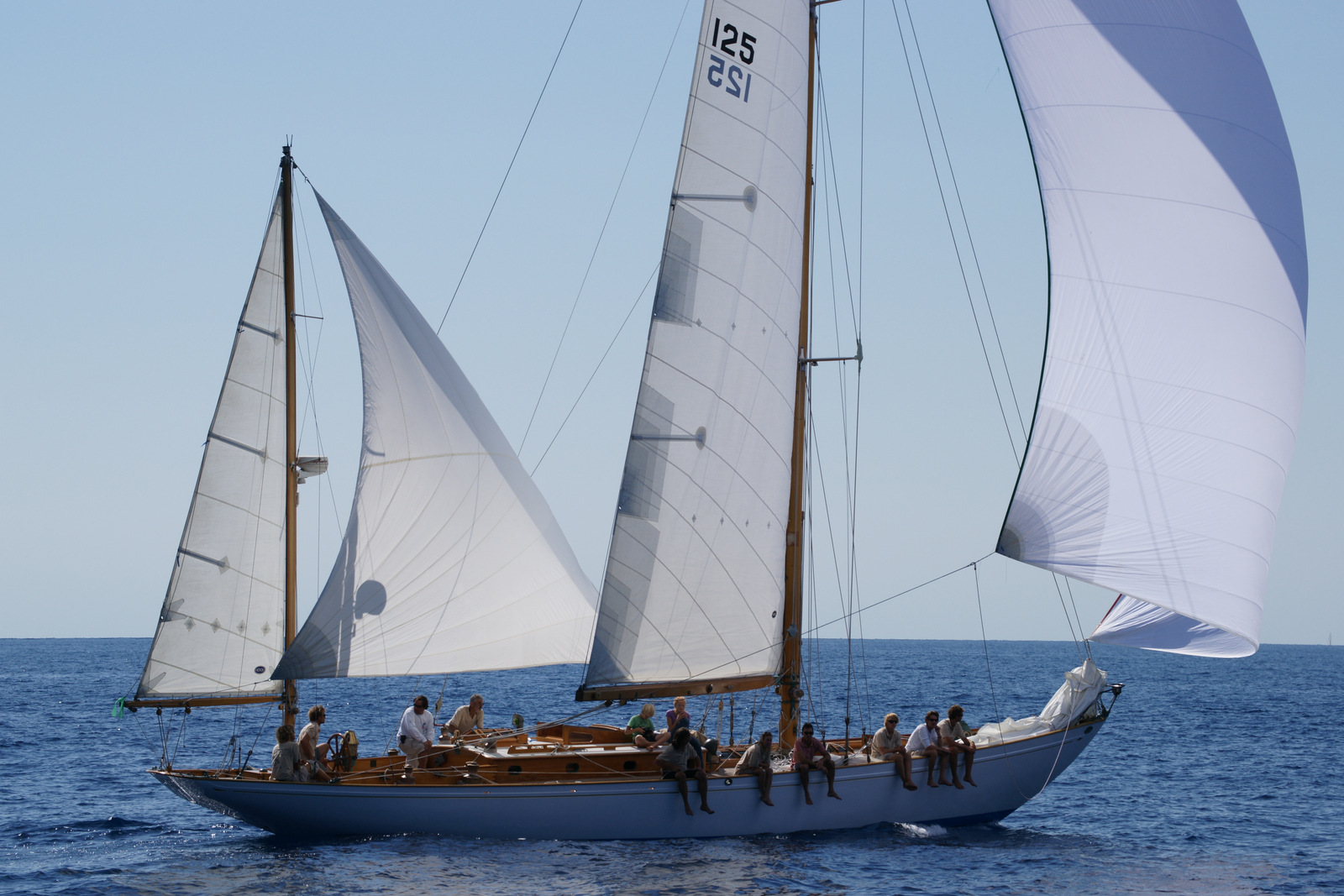
Iol Argyll. Amb vela d’estai de mitjana hissada. Sense botafora. 2012.

## Barques auxiliars
El terme «yawl» com a barca auxiliar d’un vaixell de la Royal Navy es documenta des de la segona meitat del asegle XVI. Les primeres referències indiquen «Norway yawls» (ioles noruegues), indicant la influència escandinava (amb la popa en punxa). Més tard, aquests «yawls» foren construïts a Deal, a Kent. Els primers exemples disposaven de folres tinglats, però els de Deal tenien espill de popa. Quan les drassanes oficials començaren a copiar l’estil dels iols de Deal, el folre passà a ser del tipus llis (amb les llates per testa). La grandària d’aquestes barques auxiliars depenia, en cada cas, de les dimensions del vaixell principal. Generalment, les ioles o iols eren les barques més petites de totes les que equipaven un vaixell. Fins l’any 1817, la Royal Navy fabricava ioles entre 16 i 26 peus. Posteriorment les ioles foren menys freqüents. L’aparell d’aquest barques era de dos arbres, amb veles de ventall idèntiques. El nombre de rems podia anar des de quatre fins a vuit.

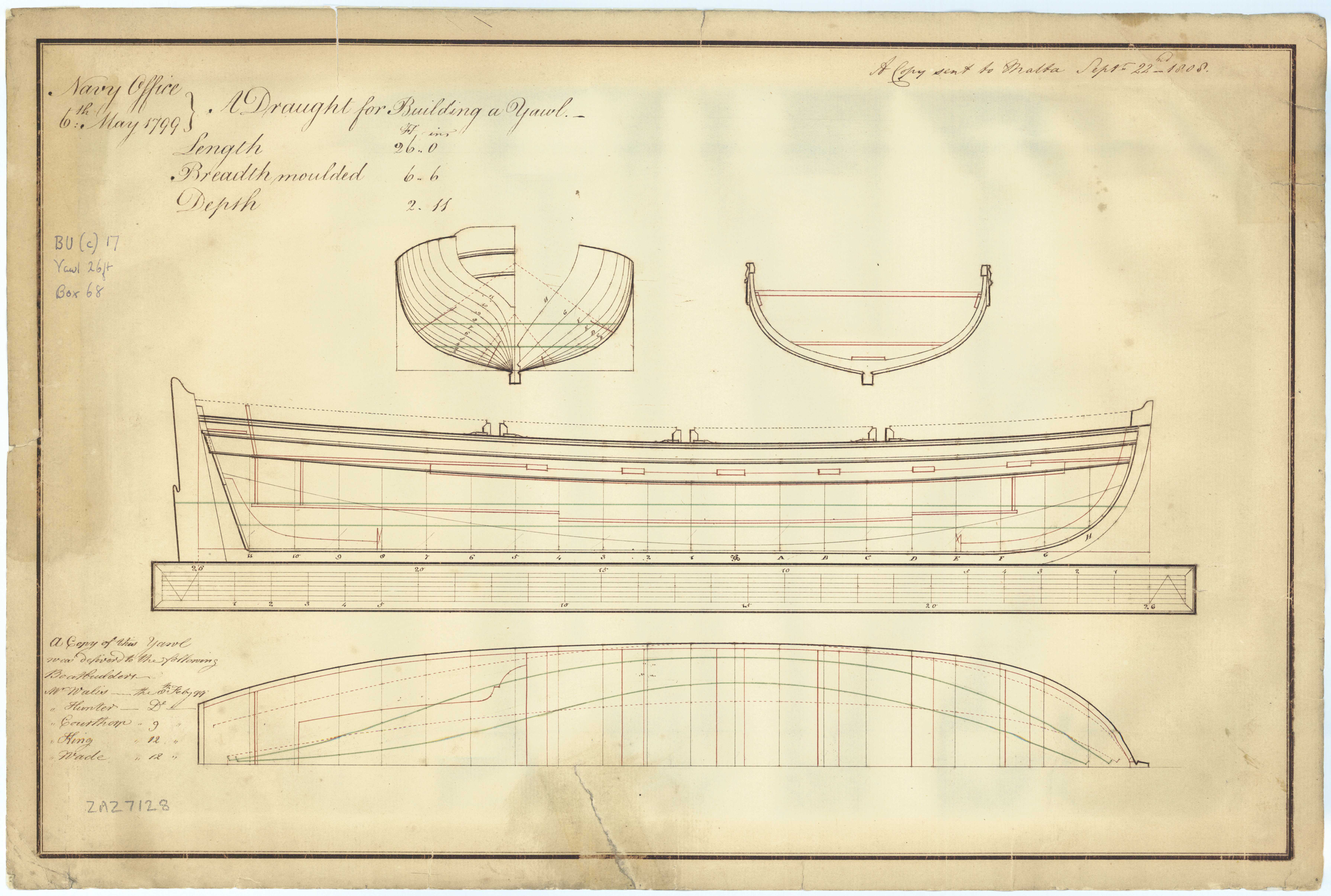
1799. Sis rems, 26 peus.
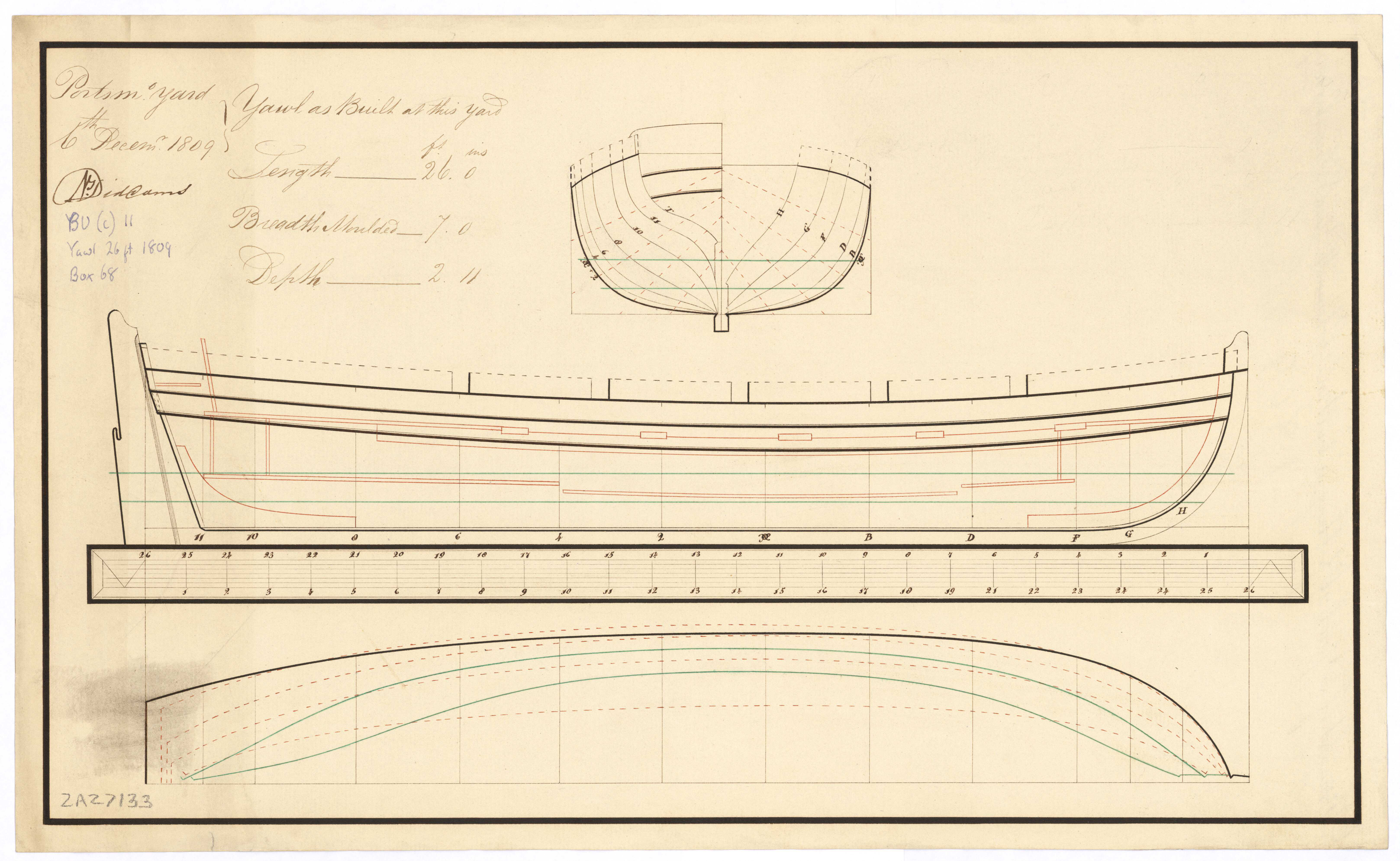
1809. Deu rems, 26 peus.

## Tipus de buc
Abans que el terme «yawl» designés un tipus d’aparell, s'emprava per a identificar un tipus de buc. En particular un buc de construcció tinglada, amb popa afilada i sense coberta que podia desplaçar-se amb rems i veles. El disseny dels «yawls» es considerava influenciat pels vikings o els noruecs. La majoria s'avarava des d’una platja – o un port petit- i es posava en sec un cop acabada la tasca.

### Escòcia: «yawl», «yole», «yoal»
Al nord d’Escòcia el terme «yawl» s'emparenta amb «yole» o «yoal». A les illes Shetland i les Òrcades hi ha exemples d’aquestes embarcacions, amb variants locals de disseny i de tipus. Les barques de les Shetland disposen de catorze o de setze rems («foureens», «sixareens»). També poden navegar a vela. Generalment amb un aparell amb un arbre únic i una vela al terç. Les barques de setze rems tenien una eslora d’uns 7,3-7,6 metres. Les de catorze rems una llargària d’uns 6,1 metres. Hi havia barques més petites a les Shetland: Ness yole i Fair Isle yole. Les barques de setze rems s'empraven en la pesca de palangre d’espècies com el bacallà i el peix carboner. Tot i no disposar de coberta treballaven a 30 o 50 milles de la costa, a vegades amb Noruega a la vista. Les de catorze rems pescaven a vint milles de la costa, just més enllà de la vista de terra. Fins al segle XIX aquestes barques es construïen a Noruega i s'importaven desmuntades. Els constructors noruecs s'adaptaven a les necessitats específiques de les Shetland. Al Museu de les Shetland hi ha exemples originals i reproduccions de les esmentades embarcacions.
Les ioles de les Òrcades tenien més mànega que les barques de les Shetland. Podien portar més vela i acostumaven a disposar de dos pals i dues veles al terç («standing lug»).

### «Yawls» de platja de Norfolk i Suffolk
Alguns iols de platja es poden trobar en una secció de la costa d’East Anglia, principalment des de Winterton a la costa nord de Norfolk i baixant fins a Aldeburgh a la costa de Suffolk.(Els usuaris locals els anomenaven «yols»). Cada barca anava tripulada per una «societat» que compartia costos i beneficis segons regles molt estrictes. Els socis tenien dret a tripular la barca quan era avarada. Aquestes societats existiren des de l’inici del segle XVIII i es mantingueren funcionant el segle XIX fins a extingir-se a començaments del segle xx, per culpa del vapor, remolcadors eficients i barques salvavides.

## Documents
Els termes associats a «iol» («yawl», «yale», "yole", "yoal", «jolle», «jol») han tingut significats diversos al llarg del temps.
Una relació de documents concrets hauria de permetre una millor aproximació al tema. Vegeu, a continuació, una selecció (aleatòria i incompleta) de les referències indicades ordenades cronològicament.
- 1670. «Yale» designant una barca auxiiar d’un vaxell més gran.[11]
  - La designació actual de barques de rem esportives, amb el terme de «ioles» deriva d’aquest «yawl» anglès.[12]
- 1708. «Jol» = "Jutland boat".[13]
- 1715. "Deal-yawls".[14]
- 1720. «Deal-yawls».[15]
- 1839. "Yole" en francès. Barca auxiliar.[16]
- 1848. "Yawl" anglès = "yole" francès. Com a barques auxiliars.[17]
- 1854. L'obra The Sailing Boat: a description of English and Foreign boats, their varieties of rig, and practical directions for sailing, etc comenta detalls sobre els iols.[18]
- 1890. Bittern.[19][20][21]
- 1895. "Yole" en francès.[22]
- 1913. Rendezvous.[23]
- 1931. Iol Dorade.[24][25]
- 1938. Salcombe Yawl.[26]
- 2013. Salcombe Yawl.[27]
- 2013. "Jolle boat".[28]